# Marcos Paulo
Marcos Paulo Costa do Nascimento (São Gonçalo, Río de Janeiro, Brasil, 1 de febrero de 2001), conocido como Marcos Paulo, es un futbolista portugués que juega de delantero en el Operário Ferroviário del Campeonato Brasileño de Serie B.

## Trayectoria
Comenzó su carrera en las inferiores del Fluminense y fue promovido al primer equipo en 2018. Debutó profesionalmente el 30 de enero de 2019 en el Campeonato Carioca en la victoria por 3-0 sobre el Madureira Esporte Club. Debutó en la Serie A de Brasil el 18 de mayo en la victoria por 4-1 ante el Cruzeiro.
Disputó la Copa Sudamericana 2019 y anotó su primer gol en la competición el 30 de julio en la victoria por 3-1 sobre el Peñarol de Uruguay. Anotó 4 goles en 24 encuentros de la Serie A esa temporada.
Finalizó su contrato el 30 de junio de 2021 y cinco días después se hizo oficial su fichaje por el Atlético de Madrid para las siguientes cinco temporadas. La primera de ellas fue cedido al F. C. Famalicão de Portugal. El segundo préstamo, que se materializó el 1 de septiembre de 2022, fue en España, siendo el C. D. Mirandés su destino. Este terminó a finales de año para volver a Brasil y jugar durante 2023 en el São Paulo F. C. En 2024 regresó a Madrid y a finales de agosto fue cedido al RWDM.
En enero de 2025 puso fin a su etapa en el Atlético de Madrid y fichó por el Boavista S. C. hasta 2028. Allí estuvo tres meses y en abril recaló en el Operário Ferroviário hasta final de noviembre.

## Selección nacional
Marcos Paulo puede jugar a nivel internacional por Portugal por parte de su abuelo materno, quien nació en Vila Cova, Vila Real. Debutó con la selección sub-18 de Portugal el 17 de abril de 2019 en el empate 1-1 ante Francia.
Disputó el Torneo Esperanzas de Toulon de 2019 con la selección de Portugal sub-19.

## Estadísticas

### Clubes
Actualizado a 10 de marzo de 2025.
| Club | Div.          | Temporada     | Liga  | Liga  | Estatal | Estatal | Copas nacionales(1) | Copas nacionales(1) | Copas internacionales(2) | Copas internacionales(2) | Total(3) | Total(3) | Media goleadora |
| Club | Div.          | Temporada     | Part. | Goles | Part.   | Goles   | Part.               | Goles               | Part.                    | Goles                    | Part.    | Goles    | Media goleadora |
| --- | ------------- | ------------- | ----- | ----- | ------- | ------- | ------------------- | ------------------- | ------------------------ | ------------------------ | -------- | -------- | --------------- |
| Fluminense F. C. · Brasil | 1.ª           | 2019          | 24    | 4     | 3       | 0       | 2                   | 0                   | 6                        | 2                        | 35       | 6        | 0.17            |
| Fluminense F. C. · Brasil | 1.ª           | 2020          | 24    | 3     | 11      | 3       | 5                   | 2                   | 2                        | 0                        | 42       | 8        | 0.19            |
| Fluminense F. C. · Brasil | Total club    | Total club    | 48    | 7     | 14      | 3       | 7                   | 2                   | 8                        | 2                        | 77       | 14       | 0.18            |
| F. C. Famalicão Portugal | 1.ª           | 2021-22       | 15    | 0     | ―       | ―       | 5                   | 0                   | ―                        | ―                        | 20       | 0        | 0               |
| F. C. Famalicão Portugal | Total club    | Total club    | 15    | 0     | ―       | ―       | 5                   | 0                   | 0                        | 0                        | 20       | 0        | 0               |
| C. D. Mirandés · España | 2.ª           | 2022-23       | 13    | 1     | ―       | ―       | 2                   | 1                   | ―                        | ―                        | 15       | 2        | 0.13            |
| C. D. Mirandés · España | Total club    | Total club    | 13    | 1     | ―       | ―       | 2                   | 1                   | 0                        | 0                        | 15       | 2        | 0.13            |
| São Paulo F. C. · Brasil | 1.ª           | 2023          | 15    | 2     | 5       | 0       | 3                   | 1                   | 6                        | 1                        | 29       | 4        | 0.14            |
| São Paulo F. C. · Brasil | Total club    | Total club    | 15    | 2     | 5       | 0       | 3                   | 1                   | 6                        | 1                        | 29       | 4        | 0.14            |
| RWDM · Bélgica | 2.ª           | 2024-25       | 2     | 0     | ―       | ―       | 0                   | 0                   | ―                        | ―                        | 2        | 0        | 0               |
| RWDM · Bélgica | Total club    | Total club    | 2     | 0     | 0       | 0       | 0                   | 0                   | 0                        | 0                        | 2        | 0        | 0               |
| Boavista S. C. · Brasil | Reg.          | 2025          | ―     | ―     | 8       | 2       | 1                   | 0                   | ―                        | ―                        | 9        | 2        | 0.22            |
| Boavista S. C. · Brasil | Total club    | Total club    | 0     | 0     | 8       | 2       | 1                   | 0                   | 0                        | 0                        | 9        | 2        | 0.22            |
| Operário Ferroviário · Brasil | 2.ª           | 2025          | 0     | 0     | ―       | ―       | 0                   | 0                   | ―                        | ―                        | 0        | 0        | 0               |
| Operário Ferroviário · Brasil | Total club    | Total club    | 0     | 0     | 0       | 0       | 0                   | 0                   | 0                        | 0                        | 0        | 0        | 0               |
| Total carrera | Total carrera | Total carrera | 93    | 10    | 27      | 5       | 18                  | 4                   | 14                       | 3                        | 152      | 22       | 0.14            |
| (1) Incluye datos de la Copa de Brasil (2019-2020), Copa de Portugal (2021-22), Copa de la Liga de Portugal (2021-22), Copa del Rey (2022-23). (2) Incluye datos de la Copa Sudamericana (2019-2020) (3) No incluye goles en partidos amistosos. |               |               |       |       |         |         |                     |                     |                          |                          |          |          |                 |

## Palmarés

### Títulos nacionales
| Título         | Club            | País   | Año  |
| -------------- | --------------- | ------ | ---- |
| Copa de Brasil | São Paulo F. C. | Brasil | 2023 |